# كلاوس ميرتس
كارل ميرتس Karl Merz (ولد في آراوْ في 3 أكتوبر 1945) هو كاتب روائي وقصصي وشاعر سويسري.

## حياته
عمل ميرتس لفترة طويلة مدرسا في مدرسة ثانوية. وهو يقيم حاليا متفرغا للكتابة في أونتركولم [الإنجليزية].
أصدر العديد من القصص والروايات وكذلك الأشعار، وتتميز أعماله بالكثافة اللغوية والاختصار في الجمل مع غزارة المعنى. من أشهر أعماله القصصية «رداء آدام» ورواية «يعقوب نائم».
حصل على عدة جوائز أدبية، منها جائزة هرمان هيسه في عام 1997، وجائزة جوتفريد كيلر في عام 2004.

## من أعماله
- يعقوب نائم 1997
- تعالي معي إلى البحر يا آنسة 1998
- رداء آدام 2001

## روابط خارجية
- كلاوس ميرتس على موقع IMDb (الإنجليزية)
- كلاوس ميرتس على موقع مونزينجر (الألمانية)